# Edmund Bonner
Edmund Bonner (c. 1500 – 5 de septiembre de 1569) fue un obispo designado obispo de Londres de 1539 a 1549 y de 1553 a 1559. Fue instrumental en el cisma de Enrique VIII, pero se se reconcilió con el catolicismo cuando se sintió antagonizado por las reformas protestantes introducidas por el duque de Somerset. Tuvo un papel importante en la persecución de los herejes bajo el gobierno de María I de Inglaterra, y terminó su vida como prisionero bajo la reina Isabel I.

## Primeros años
Bonner era hijo de Elizabeth Frodsham, quien estaba casada con Edmund Bonner, un aserrador de Hanley, Worcestershire. John Strype publicó un relato afirmando que Bonner era el hijo natural de George Savage (y por lo tanto nieto de Sir John Savage y sobrino nieto de Thomas Savage), rector de Davenham, Cheshire, y que su madre se casó con Bonner después del nacimiento de Edmund. Este relato fue cuestionado por el contemporáneo de Strype, Sir Edmund Lechmere.
Estudió y se graduó como licenciado en derecho civil y canónico en junio de 1519. Fue admitido como doctor en derecho civil (DCL) en 1525.

## Agente de la realeza
Fue capellán de Thomas Wolsey. Después de la caída de Wolsey, permaneció fiel a él hasta su muerte en 1530. Posteriormente, fue transferido, tal vez por influencia de Thomas Cromwell, al servicio del rey, y en enero de 1532 fue enviado a Roma como agente del rey cuando se planteó la cuestión del divorcio del rey. Allí trató de obstruir los procedimientos judiciales contra Enrique en la curia papal.
En 1533 se le encomendó la tarea de sugerir a Clemente VII la apelación de Enrique al Papa a un concilio general; pero no parece haber buena autoridad para la historia de Gilbert Burnet de que Clemente amenazó con quemarlo vivo. Por estos y otros servicios, Bonner había sido recompensado con concesiones sucesivas de beneficios. Fue rector de Uppingham (Rutland) entre 1528 y 1541 y, en 1535, fue nombrado archidiácono de Leicester.
Durante los años siguientes ocupó embajadas en 1533, y después ante el Emperador. Hacia 1535 fue enviado a promover lo que él llamaba "la causa del Evangelio" en el norte de Alemania; y en 1536 escribió un prefacio para De vera Obedientia de Stephen Gardiner, que fue recibida con deleite por los luteranos. Después de una embajada en la primavera de 1538, Bonner sucedió a Gardiner como embajador en París. En este cargo demostró ser capaz, aunque su actitud dictatorial a menudo causaba irritación. Comenzó su misión enviando a Cromwell una lista de acusaciones contra su predecesor. Fue tan amargo contra Thomas Wyatt como contra John Mason, a quien denunció como "papista", y la violencia de su conducta llevó a Francisco I a amenazarlo con cien golpes de alabarda. Sin embargo, parece haber complacido a su patrón, Cromwell, y tal vez a Enrique, con su energía al lograr que la Gran Biblia del rey en inglés se imprimiera en París. Era ya capellán del rey; su nombramiento en París había sido acompañado por el ascenso a la sede de Hereford (27 de noviembre de 1538), pero debido a su ausencia no pudo ser consagrado ni tomar posesión de su sede, y todavía estaba en el extranjero cuando fue trasladado al obispado de Londres (octubre de 1539). Bonner regresó a Inglaterra y fue consagrado en 1540.
Hasta entonces, Bonner había tenido reputación de ser un instrumento algo grosero y sin escrúpulos de Cromwell – especie de Thomas Wriothesley eclesiástico–; no se sabe que haya protestado contra ninguno de los cambios efectuados por sus amos; decía no ser teólogo y tenía la costumbre, cuando le hacían preguntas técnicas, de remitir a sus interrogadores a los teólogos. Se había graduado en derecho y no en teología. No había nada en la Reforma que le atrajera, excepto el repudio del control papal; y él era uno de esos numerosos ingleses cuyas opiniones se reflejaban fielmente en la Ley de los Seis Artículos de Enrique. De hecho, casi su primer deber como obispo de Londres fue juzgar a los herejes bajo estos artículos; sus enemigos difundieron acusaciones de excesiva crueldad y parcialidad contra los acusados, y desde el principio parece haber sido impopular en Londres. Se convirtió en un conservador acérrimo. Durante los años 1542-43 estuvo nuevamente en el extranjero, en España y Alemania, como embajador ante el emperador, al final de cuyo período regresó a Londres.
La muerte del rey en 1547 marcó un punto de inflexión en su vida. Hasta entonces se había mostrado subordinado, apoyándo en el asunto del divorcio, aprobando la supresión de las casas religiosas y prestando el juramento de Supremacía que John Fisher y Thomas More rechazaron. Sin embargo, aunque aceptó el cisma de Roma, siempre resistió las innovaciones de los reformadores.
Se opuso a los cambios introducidos por el protector Somerset y el arzobispo Cranmer. Sin embargo, cuando vio qué usos podía darle un concilio, tanto él como Gardiner desarrollaron la teoría de que la realeza estaba "en suspenso" durante una minoría real. El terreno fue elegido hábilmente, pero no era sostenible. Tanto él como Gardiner habían solicitado nuevas licencias para ejercer su jurisdicción eclesiástica del joven rey Eduardo VI; y, si él era lo suficientemente supremo para conferir jurisdicción, era lo suficientemente supremo para emitir los mandatos judiciales y ordenar la visita a la que Bonner se oponía. Fue en esta cuestión que entró en conflicto con el gobierno de Eduardo.

## Realineamiento con el Catolicismo

### Bajo Eduardo VI
Bonner se resistió a la visita de agosto de 1547 y fue enviado a la prisión de Fleet; pero retiró su oposición y fue liberado a tiempo para tomar parte activa contra el gobierno en el parlamento de noviembre de ese año. Fue uno de los opositores a la Ley de Uniformidad y al Libro de Oración Común. Cuando estas se convirtieron en ley, él descuidó su cumplimiento.
Después de un juicio, fue privado de su obispado por un tribunal eclesiástico y enviado como prisionero a Marshalsea. La caída de Somerset al mes siguiente aumentó las esperanzas de Bonner, quien apeló desde Cranmer al consejo. Después de una lucha, la facción protestante obtuvo la ventaja y el 7 de febrero de 1550 la privación de Bonner fue confirmada por el consejo reunido en la Cámara de las Estrellas, y fue además condenado a prisión perpetua, donde permaneció hasta la ascensión de María I en 1553.

### Bajo María I
Fue restituido, pues su privación fue considerada como inválida. No tuvo reparos en someterse nuevamente a la jurisdicción papal. Durante 1554 Bonner realizó una visita a su diócesis, restaurando la Misa y las múltiples prácticas y emblemas de la vida católica, pero el trabajo se llevó a cabo lentamente y con dificultad. Para ayudar en el trabajo, Bonner publicó una lista de treinta y siete "Artículos sobre los que se debía preguntar", pero éstos provocaron tales disturbios que fueron retirados temporalmente.
La administración de María pensó que los disidentes religiosos serían mejor tratados por los tribunales eclesiásticos que por el poder civil. La carga principal de erradicar la disidencia religiosa recayó sobre él. En 1555, inició la persecución a la que debe su notoriedad entre sus detractores como "Bloody Bonner" ("Bonner el Sangriento"). Su participación en estos asuntos provocó un odio intenso por parte de los rebeldes. John Foxe en su Libro de los Mártires resumió esta visión en dos líneas:
"Este caníbal en tres años mató a trescientos mártires.
Eran su comida, amaba tanto la sangre que no perdonó a nadie que conociera. "
Sus apologistas afirman que sus acciones fueron "oficiales", y que "no tenía control" sobre el destino de los acusados "una vez que eran declarados herejes irrecuperables"; la Enciclopedia Católica afirma que el número de personas ejecutadas como herejes en su jurisdicción fue de aproximadamente 120, en lugar de 300. Muchas de sus víctimas le fueron impuestas por el rey y la reina en Consejo, que en un momento dado dirigió una carta a Bonner con el argumento expreso de que no estaba procediendo con suficiente severidad. Bonner actuaba como sheriff eclesiástico en el distrito más refractario del reino. Incluso John Foxe registra casos en los que Bonner no persiguió a quienes estaban autorizados para la persecución.
Los detractores de Bonner pintan un panorama diferente. Señalan que fue uno de los que hicieron que la condena de los herejes al fuego fuera parte de sus deberes ordinarios, y fue representado persiguiendo a hombres y mujeres hasta la muerte con una venganza despiadada. Bale, ex fraile y ex obispo de Ossory, publicó desde su lugar de exilio en Basilea en 1554 un ataque contra el obispo, en el que habla de él como, entre otras cosas, "la sangrienta mordedura de oveja de Londres" y "el sangriento Bonner".
Los escritos más importantes de Bonner incluyen Responsum et Exhortatio in laudem Sacerdotii (1553); Artículos que deben investigarse en la Visitación General de Edmund Bishop de Londres (1554); y Homelies sette forth by Eddmune Byshop of London, ... to be read within his diocese of London of all Parsons, vycars and curates, unto their parishioners upon Sondayes and holy days (1555), así como un catecismo titulado "Una doctrina provechosa y necesaria" (1554, 2.ª ed. 1555).

## Bajo Isabel I
Tras la muerte de María, Isabel accedió al trono. El Concilio le ordenó a Bonner renunciar al obispado, a lo que se negó, añadiendo que prefería la muerte. Fue enviado a Marshalsea en 1560. Durante los dos años siguientes, los representantes del partido protestante clamaron frecuentemente por la ejecución de Bonner y los otros. Gracias a la intervención del embajador español, la acción contra los obispos se retrasó; pero un año después, el 29 de abril de 1564, Bonner fue acusado de praemunire por negarse a prestar juramento cuando se lo pidió su diocesano, el obispo Horne de Winchester. Cuatro veces al año durante tres años, fue obligado a comparecer ante los tribunales de Westminster para luego ser enviado a prisión preventiva nuevamente. La última de estas apariciones tuvo lugar en el período de San Miguel de 1568, por lo que el último año de la vida del obispo lo pasó en prisión. Su comportamiento durante su encarcelamiento fue notable por su alegría, e incluso John Jewel, el obispo de Salisbury, lo describe en una carta como "un hombre muy cortés y caballeroso tanto en sus modales como en su apariencia" ( Cartas de Zurich, I, 34).
Bonner no se cansó de intentar convertir a otros al catolicismo y nunca expresó arrepentimiento por sus acciones. Murió en Marshalsea el 5 de septiembre de 1569 y fue enterrado en St George's, Southwark, a medianoche, para evitar el riesgo de una manifestación hostil.

## Bonner en la memoria histórica
Bonner fue atacado durante su vida con un odio poco común que lo ha seguido hasta la tumba, de modo que en la historia inglesa pocos nombres han sido tan execrados y vilipendiados como el suyo.
Un historiador anglicano, SR Maitland, hizo una evaluación más caritativa del carácter de Bonner.
Lord Acton argumentó: "El número de los ejecutados en su diócesis de Londres fue, sin duda, desproporcionadamente grande, pero esto parece haber sido más el resultado de la fuerza del elemento reformista en la capital y en Essex que del empleo de un rigor excepcional".
Sus "Homilías de Tregear" son ahora la obra individual más grande de prosa tradicional de Cornualles.

## Legado
Calle Bonner, Bethnal Green, este de Londres
Puente Bonner Hall, Regent's Canal
Bonner Road, Bethnal Green, este de Londres
Escuela primaria Bonner, calle Stainsbury E2